# Raymond Louviot
Raymond Louviot (Granges, 17 december 1908 – Duinkerke, 14 mei 1969) was een Frans wielrenner en ploegleider. 

## Biografie
De in Zwitserland geboren Louviot was professioneel wielrenner van 1931 tot 1949. In het peloton had hij de bijnaam "Laripette". Zijn grootste prestaties waren de overwinning in de GP des Nations in 1933 en het Frans nationaal kampioenschap op de weg in 1934. Hij nam driemaal deel aan de Ronde van Frankrijk en won twee etappes.
Na zijn wielercarrière werd Louviot, samen met Raphaël Géminiani, ploegleider bij Ford-Gitanes en boekte grote successen met onder andere Jacques Anquetil. Hij verongelukte in 1969 bij een verkeersongeval aan de vooravond van de Vierdaagse van Duinkerke. Hij is de grootvader van Philippe Louviot die beroepswielrenner was van 1985 tot 1995.

## Overwinningen en ereplaatsen
1933
- 1e in de GP des Nations
- 1e in  Circuit du midi
- 2e in het eindklassement Tour de l'Ouest

1934
- Frans kampioen op de weg, Elite
- 1e in de 22e etappe Ronde van Frankrijk
- 2e in Bordeaux-Parijs

1935
- 1e in de 4e etappe Parijs-Nice,

1936
- 1e in Parijs-Sedan,

1937
- 1e in de Tour du Sud-Ouest

1938
- 2e in Parijs-Camembert (Trophée Lepetit)

1939
- 1e in de 4e etappe Ronde van Frankrijk

1940
- 1e in het Critérium de France,

1941
- 1e in GP de l'Auto
- 1e in Parijs-Nantes

1942
- 2e bij het Nationaal Kampioenschap op de weg individueel
- 2e in Critérium International

1947
- 1e in Grand prix de Plouay.

1948
- 2e bij het Nationaal Kampioenschap op de weg individueel

## Resultaten in voornaamste wedstrijden
| Jaar | Ronde van Italië | Ronde van Frankrijk | Ronde van Spanje |
| ---- | ---------------- | ------------------- | ---------------- |
| 1931 |                  |                     |                  |
| 1932 | 24e              |                     |                  |
| 1933 |                  |                     |                  |
| 1934 |                  | 12e (1)             |                  |
| 1935 |                  |                     |                  |
| 1936 |                  |                     |                  |
| 1938 |                  | 26e                 |                  |
| 1939 |                  | 29e (1)             |                  |
| 1942 |                  |                     |                  |
| 1943 |                  |                     |                  |
| 1944 |                  |                     |                  |
| 1946 |                  |                     |                  |

| Jaar | Parijs-Roubaix | Parijs-Tours | Parijs-Brussel |
| ---- | -------------- | ------------ | -------------- |
| 1931 |                | 29e          |                |
| 1932 |                | 10e          |                |
| 1933 | 32e            |              |                |
| 1934 | 9e             | 9e           |                |
| 1935 | 57e            |              |                |
| 1936 |                | 9e           |                |
| 1938 |                | 4e           | 17e            |
| 1939 |                | 16e          |                |
| 1942 |                | 17e          |                |
| 1943 | 16e            |              |                |
| 1944 | 56e            |              |                |
| 1946 |                |              | 22e            |